# 筑波宇宙センター

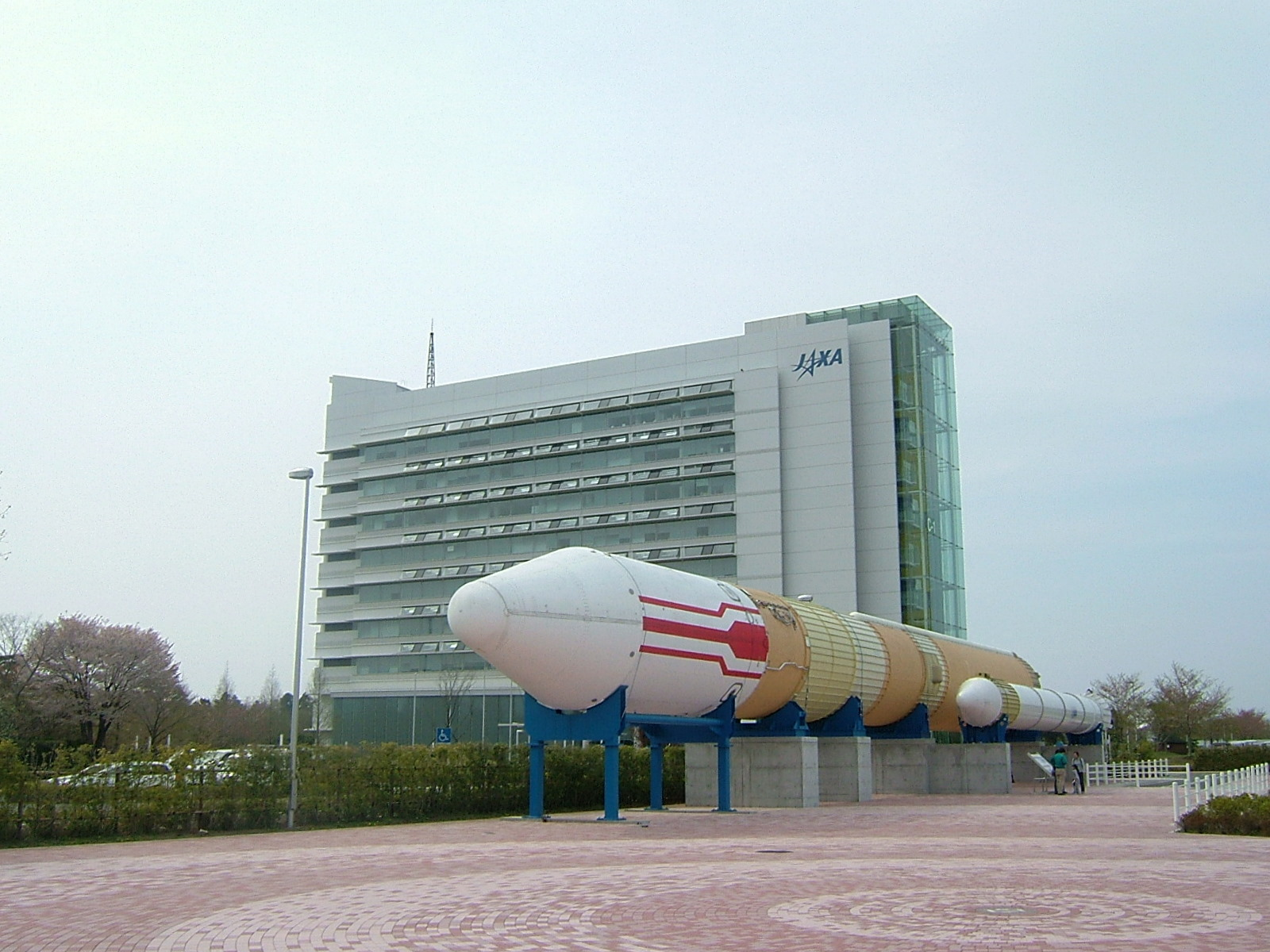
H-IIロケットと総合開発推進棟（本部棟）

筑波宇宙センター（つくばうちゅうセンター、英：Tsukuba Space Center、略称：TKSC）は、茨城県つくば市の筑波研究学園都市内にある、宇宙航空研究開発機構（JAXA）が所有する宇宙開発計画関連の独立行政法人施設である。略称がTSCでないのは、同じJAXAの種子島宇宙センター（TNSC）と区別するためである。

## 概要
筑波宇宙センターは、宇宙開発事業団（NASDA）がN-Iロケットの打ち上げに向けた準備作業を開始した1972年6月1日に開設した。2003年のJAXA発足と共に、NASDAの事業をほぼ受け継ぎ今に至っている。法人統合時において、最大規模の組織であり、種子島宇宙センター、角田宇宙センターの運用担当機関でもあった。主な内訳としては、技術メーカー出向者と宇宙開発事業団採用の職員からなっていた。
センター内は緑豊かで、およそ53万m2の広大な敷地に様々な施設がある。センターでは、宇宙飛行士の育成、宇宙開発の研究および試験、これまでに種子島宇宙センターで打ち上げた人工衛星の追跡や管理の他、人工衛星の開発も行っている。
無料で入館できる展示館「スペースドーム」が一般には知られている。スペースドーム以外にも、宇宙飛行士養成施設や「きぼう」管制室など一部を対象に予約制見学ツアーを実施している。
このほか宇宙開発関連図書が専門の図書館がある。年に2回（4月の科学技術週間と宇宙の日ふれあい月間の含まれる10月）に特別公開を実施している。

## 組織
筑波宇宙センター内には、宇宙航空研究開発機構の組織のうち、以下の本部を設置。
- 宇宙基幹システム本部（元：宇宙機システム開発本部）
- 宇宙利用推進本部（元：衛星システム開発本部）

各本部の目的は、宇宙基幹システム本部が、宇宙開発に必要なロケットや通信所等の開発、運用。宇宙利用推進本部が、実用衛星を始めとした、工学実験衛星の開発及び運用、そしてそれらの利用の推進である。有人宇宙飛行に関しては、宇宙基幹システム本部にて実施。
また、以下のような宇宙開発計画を実施するプログラムグループがある。
- 有人宇宙環境利用プログラムグループ（宇宙飛行士グループ）

## 試験研究活動
- 宇宙空間などで使用される電子機器の試験・研究（独立行政法人産業技術総合研究所と共同実施）
- 宇宙空間における装置耐用試験の実施（暴露モジュールの運用試験によって実施）
- 光通信機器の試験・研究（独立行政法人情報通信研究機構と共同実施）
- 宇宙空間などで使用する電波通信の試験・研究（独立行政法人情報通信研究機構と共同実施）
- 無重力での環境の研究・調査（有人宇宙飛行によって実施）
- 宇宙空間における観測機器の研究・開発（国立天文台、宇宙科学研究所、理化学研究所と共同実施）
- 宇宙空間などでの磁気関連の試験・研究（磁気圏探査などによって実施）

### 今後
- 大型モジュールである、「きぼう」の宇宙空間での組み立て作業における最終調整
- 「きぼう」モジュールにおける実験計画の公募・実施、暴露モジュールにおける実験計画の実施
- 大型試験観測衛星の開発・運用（詳細は、宇宙航空研究開発機構の項参照）
- 小型衛星の試験委託（現在、まいど1号が試験棟内で打ち上げ前試験実施）
- 有人宇宙ミッションの実施及び管制

## 施設概要

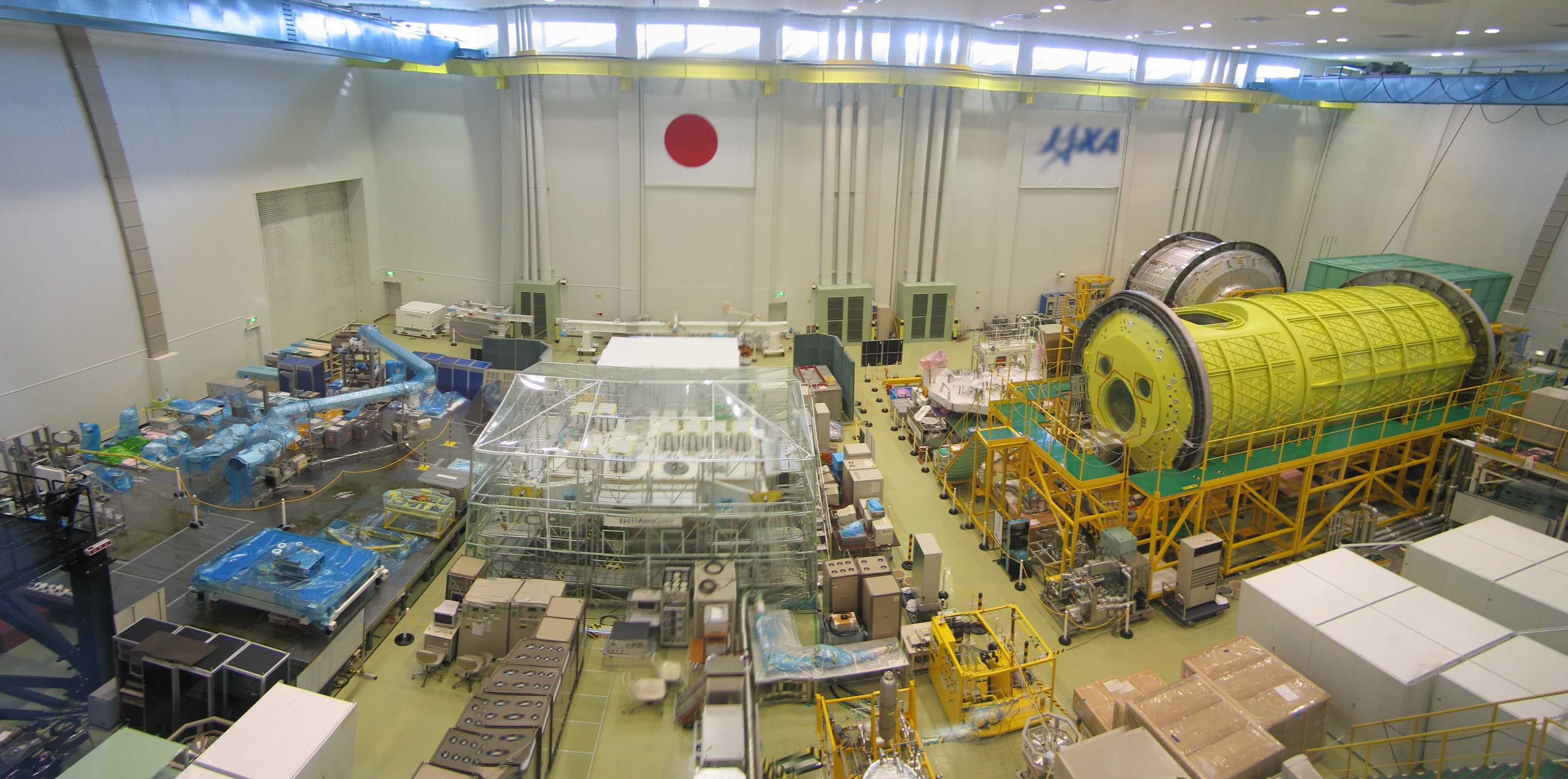
宇宙ステーション試験棟内部（2005年）

- 本部棟

事務関連の部署が所属。宇宙図書室などの施設も設置。
大型計算機室 - 富士通製大型コンピュータが稼動。
- 技術研究棟

技術開発研究等の研究室が所属。シミュレーション試験室。
- 管制棟

人工衛星の管制指令を行うセンター。各通信所とは、専用回線で接続。衛星打ち上げ後の軌道投入管制が、種子島宇宙センターから引き継がれ、衛星本体の運用管制センターを設置。なお、深宇宙探査機や天体観測衛星の運用管制は宇宙科学研究所にて実施。
- 試験棟

宇宙空間を想定した宇宙飛行士の訓練を行うシミュレータ等を設置。筑波では「きぼう」に関連する訓練が行われる。その他の船外訓練などはアメリカのジョンソン宇宙センターや、ロシアのモスクワ郊外にあるスターシティ内の訓練施設にて行われる。宇宙基幹システム本部における研究や総合技術研究本部における研究が行われている。
- 実験棟

高度真空試験装置など、宇宙空間を想定した人工衛星や機材などの試験室。衛星組み立て棟は「ひまわり」「だいち」「かぐや」など、一般になじみの深い衛星の調整や試験が行われる場所。
- 磁場試験棟

地球を取り巻く磁気圏での人工衛星の状態について試験を行う試験室。

## スペースドーム
一般見学者向けの展示館で、館内面積は1,460m2。旧宇宙開発事業団が打ち上げた初の人工衛星である「きく」シリーズ以降、「だいち」「かぐや」「きぼう」「こうのとり」といった日本の様々な宇宙機やロケットの実物大または縮小模型が置かれている。宇宙服姿での撮影コーナーもある。なお2007年4月21日に行われた特別公開で、センター正面近くの屋外にH-IIロケット試験機（全長約50m）が横向きに特別展示されたが、現在は常設展示となっており、2007年秋にはLE-7エンジンが取り付けられて展示されている。